# 久保友彦
久保 友彦（くぼ ともひこ、1967年2月11日 - ）は、日本の料理板前。東京都江戸川区出身。

## 来歴
柴又の老舗「川魚料理川千家」の暖簾分け「小岩川千家支店」の長男として生まれる。
高校卒業後に、新宿「京懐石京いづもや」、ホテルニューオータニ「日本料理 慶屋」、赤坂「料亭佐藤」、西麻布「ゆず亭」等、数々の名店にて、主に京料理を修業する。
2002年、上野毛「季節料理しの原」にて、料理長に就任。
2004年5月に独立。六本木にかまえていた懐石料理の名店「六本木桜ヶ丘」にてオーナーを務め、4年連続でミシュランの星を獲得。有名人、文化人の集う店となる。
自身の料理を追求極める為、前店を閉店。原点に立ち返り、天ぷら、鮨等を修行。苦節数年の後、2025年、銀座にて「鮨割烹久保」を開店、オーナーを務める。
自らが直に振る舞い食を感じてもらうスタイルを貫き、日夜料理道に没頭する日々を送る。

## テレビ出演
日本テレビ
- 「汐留スタイル!」
- 「SUPER SURPRISE」
- 「ラジかるッ」

テレビ朝日
- いまどき!ごはん」

TBS
- 「チューボーですよ!」
- 「はなまるマーケット」

フジテレビ
- 「世界の食材救済ツアーモッタイナイ食堂」

テレビ東京
- 「ピラメキーノ」
- 「TVチャンピオン」

■雑誌掲載
『グルメジャーナル』（飛鳥出版）
『Tokyo Walker』（株式会社KADOKAWA）
『Hanako』（マガジンハウス）